# Chrysoteuchia culmella
Espèce
Le Crambus des jardins (Chrysoteuchia culmella) est une espèce de lépidoptères (papillons) de la famille des Crambidae, unique représentante européenne du genre Chrysoteuchia.
Cette espèce est commune dans tous les lieux riches en Poaceae (graminées) dont les chenilles se nourrissent.